# Ashley Olsen
Ashley Olsen (Sherman Oaks (Californië), 13 juni 1986) is een voormalig Amerikaans actrice. Zij acteerde vaak samen met haar tweelingzus Mary-Kate Olsen.
 
Hoewel ze uiterlijk veel op elkaar lijken, is ze van een twee-eiige tweeling.

## Biografie
Ze is bekend geworden door de televisieserie Full House, waar zij, al in haar babytijd, gezamenlijk met haar zus, de dochter Michelle Elizabeth Tanner speelde. Deze televisieserie duurde van 1987 tot 1995. 
Een van de bekendste films, waarin zij juist geen tweeling speelden, is It Takes Two uit 1995, waar zij elkaar ontmoeten als twee totaal onbekenden van elkaar. De een is een wees, de ander een rijkeluisdochter.

## Persoonlijk
Ashley heeft naast haar tweelingzus Mary-Kate nog een oudere broer en een jonger zusje, Elizabeth Olsen, aangevuld met nog een halfbroer en halfzus. Haar ouders zijn in 1995 gescheiden en haar halfbroer en halfzus zijn kinderen uit haar vaders tweede huwelijk.
In 2004 kondigde  Ashley aan dat ze na afronding van de middelbare school zou gaan studeren in New York aan de Gallatin School of Individualized Study. Ashley Olsen is gestopt met acteren en heeft zich gericht op haar kledinglijn, het kledingmerk Elizabeth and James.